# نقد خوشه‌ای
نقد خوشه‌ای (به انگلیسی: Cluster Criticism)که با نام تحلیل خوشه‌ای شناخته می‌شود، روشی است که در نقد بلاغی استفاده می‌شود. این شکل از تحلیل توسط کنت بورک معروف شد که در آن منتقد تلاش می‌کند با تمرکز بر روابط ساختاری و معانی تداعی بین برخی ایده‌ها، مفاهیم، موضوعات یا کنش‌های اصلی ارائه‌شده در متن، انگیزه پنهان پشت متن را کشف کند. برای مثال، یک قهرمان به‌طور مکرر چه اقداماتی انجام می‌دهد که شجاعتش را به نمایش می‌گذارد.

## روش
سه مرحله در اجرای نقد خوشه‌ای وجود دارد: شناسایی اصطلاحات کلیدی، ایجاد خوشه‌ها از عناصر مرتبط، و بررسی و مقایسه خوشه‌ها.

### اصطلاحات کلیدی
ابتدا اصطلاحات کلیدی شناسایی می‌شوند. عموماً ایده‌ها، موضوعات یا استدلال‌هایی هستند که مورد بحث قرار می‌گیرد. معمولاً بیشتر از هر عنصر دیگری در کار رخ می‌دهند. همچنین می‌توانند در مقدمه یک اثر شناسایی شوند.

### ایجاد خوشه از عناصر مرتبط
در مرحله بعد، منتقد عناصر اطراف متن را که به هر یک از اصطلاحات کلیدی اشاره دارد یا با آن‌ها مرتبط است، شناسایی می‌کند. هر مجموعه‌ای از عناصر مرتبط که به یک عبارت کلیدی اشاره دارد، خوشه نامیده می‌شود.

### بررسی و مقایسه
در مرحله آخر انتقاد، منتقد بررسی می‌کند که چگونه هر خوشه خاص عبارت کلیدی ارجاع‌دهنده خود را نشان می‌دهد. این فرایند معمولاً شامل تضاد مستقیم یک خوشه با خوشه دیگر است. با انجام این کار، یک منتقد می‌تواند تعیین کند که چگونه یک متن یک عبارت کلیدی را امتیاز می‌دهد.
این مرحله از نقد خوشه‌ای می‌تواند روش‌های دیگری را در نقد بلاغی بگنجاند. برای مثال، اگر انواع مختلف استعاره در خوشه‌های مختلف یافت شود، منتقد می‌تواند چندین انتقاد استعاره‌ای را انجام دهد تا نشان دهد که هر عبارت کلیدی چگونه یک موقعیت یا موجودیت خاص را مشخص می‌کند.